# Polaris (musikalbum)
Polaris är det finska power metal-bandet Stratovarius tolfte studioalbum, utgivet i maj 2009 på earMUSIC, bandets första musiksläpp på detta bolag, samt i Japan på Victor. Albumet föregicks av singeln "Deep Unknown", som släpptes i april samma år.
Detta var bandets första studioalbum med gitarristen Matias Kupiainen och basisten Lauri Porra, som ersatte Timo Tolkki respektive Jari Kainulainen.
Musikvideor spelades in till "Deep Unknown" och "Falling Star". Till "Winter Skies" gjordes en textvideo.
Polaris nådde plats 2 på den finska topplistan och plats 55 på den tyska.

## Låtlista
1. "Deep Unknown" – 4:28
2. "Falling Star" – 4:33
3. "King of Nothing" – 6:43
4. "Blind" – 5:28
5. "Winter Skies" – 5:50
6. "Forever Is Today" – 4:40
7. "Higher We Go" – 3:47
8. "Somehow Precious" – 5:37
9. "Emancipation Suite (Part I: Dusk)" – 6:57
10. "Emancipation Suite (Part I: Dawn)" – 3:40
11. "When Mountains Fall" – 3:12

Bonusspår på den japanska utgåvan
1. "Second Sight" – 4:25

## Medverkande
Musiker
- Timo Kotipelto – sång
- Matias Kupiainen – gitarr, bakgrundssång
- Lauri Porra – basgitarr, bakgrundssång
- Jens Johansson – keyboard, bakgrundssång
- Jörg Michael – trummor

Bidragande musiker
- Hepa Waara – bakgrundssång
- Aleksi Parviainen – bakgrundssång
- Tipe Johnson – bakgrundssång
- Tony Kakko – bakgrundssång
- Pessi Levanto – stråkarrangemang
- Seppo Rautasuo – stråkar
- Heikki Hämäläinen – stråkar
- Heikki Vehmanen – stråkar
- Kari Lindstedt – stråkar
- Perttu Vänskä – stråkarrangemang, programmering

Produktion
- Matias Kupiainen – inspelningstekniker
- Jens Johansson – inspelningstekniker, foto
- Tommi Vainikainen – inspelningstekniker
- Mikko Karmila – mixning
- Mikko Raita – mixning
- Svante Forsbäck – mastering
- Gyula Havancsák – omslagskonst
- Sander Nebeling – layout
- Ville Juurikkala – foto
- Ronny Hemlin – foto
- Sheyda Shafiei – foto